# Kruczyniec rubinowy
Kruczyniec rubinowy (Pyroderus scutatus) – gatunek średniej wielkości ptaka z rodziny bławatnikowatych (Cotingidae). Jest jedynym przedstawicielem rodzaju Pyroderus.
MorfologiaDługość ciała: samce 43–46 cm, samice 36–39 cm. Upierzenie czarne z dużą częścią czerwonych piór, sprawiających wrażenie „pomarszczonych” na gardle. Na spodzie różna ilość barwy kasztanowatej, zależnie od podgatunku.
Zasięg, środowiskoRóżne podgatunki w północnych Andach, wschodniej Wenezueli, Gujanie i od południowo-wschodniej Brazylii do północno-wschodniej Argentyny. Rzadki w nizinnych i wyżynnych lasach i w zadrzewieniach.
ZachowanieZwykle spotykany samotnie, odwiedza drzewa owocowe. Samce gromadzą się na niewielkich tokowiskach, wydają głębokie, huczące dźwięki, żeby przywabić samicę.
PodgatunkiWyróżniono 5 podgatunków P. scutatus:
- P. s. occidentalis Chapman, 1914 – zachodnia Kolumbia i północno-zachodni Ekwador
- P. s. granadensis (Lafresnaye, 1846) – środkowa i północno-wschodnia Kolumbia do północnej i zachodniej Wenezueli
- P. s. orenocensis (Lafresnaye, 1846) – wschodnia Wenezuela i północna Gujana
- P. s. masoni Ridgway, 1886 – wschodnie Peru
- P. s. scutatus (Shaw, 1792) – wschodni Paragwaj, północno-wschodnia Argentyna i południowo-wschodnia Brazylia

StatusMiędzynarodowa Unia Ochrony Przyrody (IUCN) od 1994 roku uznaje kruczyńca rubinowego za gatunek najmniejszej troski (LC – least concern). Liczebność populacji nie została oszacowana, ale ptak ten opisywany jest jako rzadki i rozmieszczony plamowo. Trend liczebności populacji uznawany jest za spadkowy; w części zasięgu jego liczebność spada ze względu na niszczenie siedlisk i polowania dla mięsa.